# Barbara Potter
Pour les articles homonymes, voir Potter.
Barbara Potter (née le 22 octobre 1961 à Waterbury, Connecticut) est une joueuse de tennis américaine, professionnelle de janvier 1979 à 1989.
En 1981, elle a joué les demi-finales à l'US Open (battue par Tracy Austin), sa meilleure performance en simple dans une épreuve du Grand Chelem.
Spécialiste de double, elle a notamment atteint la finale du double dames de l'US Open en 1982 aux côtés de Sharon Walsh.
Barbara Potter a gagné 25 tournois WTA au cours de sa carrière (dont 5 en simple).

## Palmarès

### Titres en simple dames
| No | Date       | Nom et lieu du tournoi                         | Catégorie | Dotation  | Surface         | Finaliste        | Score         |          |
| -- | ---------- | ---------------------------------------------- | --------- | --------- | --------------- | ---------------- | ------------- | -------- |
| 1  | 29-01-1979 | Avon Futures of Toronto, Toronto               | Futures   | 25 000 $  | Dur (int.)      | Bettina Bunge    | 6-1, 6-4      | Parcours |
| 2  | 11-01-1982 | Avon Championships of Cincinnati, Cincinnati   | Champ’s   | 150 000 $ | Moquette (int.) | Bettina Bunge    | 6-4, 7-6      | Parcours |
| 3  | 27-09-1982 | US Indoors, Philadelphie                       | Series 4  | 125 000 $ | Moquette (int.) | Pam Shriver      | 6-4, 6-2      | Parcours |
| 4  | 19-08-1985 | Virginia Slims of Central New York, Monticello |           | 75 000 $  | Dur (ext.)      | Helen Kelesi     | 4-6, 6-3, 6-2 | Parcours |
| 5  | 02-02-1987 | Virginia Slims of Kansas, Wichita              |           | 75 000 $  | Moquette (int.) | Larisa Savchenko | 7-6, 7-6      | Parcours |
| 6  | 01-08-1988 | Pringles Light Classic, Cincinnati             | Tier III  | 250 000 $ | Dur (ext.)      | Helen Kelesi     | 6-2, 6-2      | Parcours |

### Finales en simple dames
| No | Date       | Nom et lieu du tournoi                    | Catégorie  | Dotation  | Surface         | Vainqueure          | Score         |          |
| -- | ---------- | ----------------------------------------- | ---------- | --------- | --------------- | ------------------- | ------------- | -------- |
| 1  | 14-01-1980 | Avon Futures of Las Vegas, Las Vegas      | Futures    | 25 000 $  | Dur (int.)      | Andrea Jaeger       | 7-6, 4-6, 6-1 | Parcours |
| 2  | 23-02-1981 | Avon Championships of Seattle, Seattle    |            | 150 000 $ | Moquette (int.) | Sylvia Hanika       | 6-2, 6-4      | Parcours |
| 3  | 08-02-1982 | Avon Championships of Kansas, Kansas City | Champ’s    | 100 000 $ | Moquette (int.) | Martina Navrátilová | 6-2, 6-2      | Parcours |
| 4  | 13-09-1982 | TV Open, Tokyo                            | Series 6   | 150 000 $ | Dur (ext.)      | Bettina Bunge       | 7-6, 6-2      | Parcours |
| 5  | 30-05-1983 | Kentish Times Festival, Beckenham         |            | NC        | Gazon (ext.)    | Billie Jean King    | 6-4, 6-3      | Parcours |
| 6  | 06-02-1984 | Virginia Slims of Chicago, Chicago        | VS Tour C3 | 150 000 $ | Moquette (int.) | Pam Shriver         | 7-6, 2-6, 6-3 | Parcours |
| 7  | 23-03-1987 | Virginia Slims of Washington, Washington  |            | 150 000 $ | Moquette (int.) | Hana Mandlíková     | 6-4, 6-2      | Parcours |
| 8  | 11-07-1988 | Virginia Slims of Newport, Newport (RI)   | Tier IV    | 200 000 $ | Gazon (ext.)    | Lori McNeil         | 6-4, 4-6, 6-3 | Parcours |
| 9  | 20-02-1989 | Virginia Slims of Kansas, Wichita         | Tier V     | 100 000 $ | Dur (int.)      | Amy Frazier         | 4-6, 6-4, 6-0 | Parcours |

### Titres en double dames
| No | Date       | Nom et lieu du tournoi                   | Catégorie  | Dotation  | Surface         | Partenaire       | Finalistes                      | Score         |          |
| -- | ---------- | ---------------------------------------- | ---------- | --------- | --------------- | ---------------- | ------------------------------- | ------------- | -------- |
| 1  | 14-01-1980 | Avon Futures of Las Vegas Las Vegas      | Futures    | 25 000 $  | Dur (int.)      | Kay McDaniel     | Diane Desfor Barbara Jordan     | 4-6, 7-6, 6-4 | Parcours |
| 2  | 22-09-1980 | Davidson’s Classic Atlanta               |            | 100 000 $ | Moquette (int.) | Sharon Walsh     | Kathy Jordan Anne Smith         | 6-3, 6-1      | Parcours |
| 3  | 15-12-1980 | Tucson Open Tucson                       |            | 75 000 $  | Moquette (int.) | Leslie Allen     | Mary Lou Piatek Wendy White     | 7-6, 6-0      | Parcours |
| 4  | 12-01-1981 | Avon Championships of Kansas Kansas City |            | 150 000 $ | Moquette (int.) | Sharon Walsh     | Rosie Casals Wendy Turnbull     | 6-2, 7-6      | Parcours |
| 5  | 16-03-1981 | Avon Championships of Boston Boston      |            | 150 000 $ | Moquette (int.) | Sharon Walsh     | Joanne Russell Virginia Ruzici  | 6-7, 6-4, 6-3 | Parcours |
| 6  | 19-10-1981 | Daihatsu Challenge Brighton              |            | 125 000 $ | Moquette (int.) | Anne Smith       | Mima Jaušovec Pam Shriver       | 6-7, 6-3, 6-4 | Parcours |
| 7  | 16-11-1981 | National Panasonic Open Perth            |            | 125 000 $ | Gazon (ext.)    | Sharon Walsh     | Betsy Nagelsen Candy Reynolds   | 6-4, 6-2      | Parcours |
| 8  | 08-02-1982 | Avon Championships of Kansas Kansas City | Champ’s    | 100 000 $ | Moquette (int.) | Sharon Walsh     | Mary Lou Piatek Anne Smith      | 4-6, 6-2, 6-2 | Parcours |
| 9  | 22-02-1982 | Avon Championships of California Oakland | Champ’s    | 150 000 $ | Moquette (int.) | Sharon Walsh     | Kathy Jordan Pam Shriver        | 6-1, 3-6, 7-6 | Parcours |
| 10 | 23-08-1982 | Volvo Tennis Cup Mahwah                  | Series 3   | 100 000 $ | Dur (ext.)      | Sharon Walsh     | Rosie Casals Wendy Turnbull     | 6-1, 6-4      | Parcours |
| 11 | 04-10-1982 | Maybelline Classic Deerfield Beach       | Series 4   | 125 000 $ | Dur (ext.)      | Sharon Walsh     | Rosie Casals Wendy Turnbull     | 7-6, 7-6      | Parcours |
| 12 | 31-01-1983 | Murjani Cup Palm Beach Gardens           |            | 150 000 $ | Terre (ext.)    | Sharon Walsh     | Kathy Jordan Paula Smith        | 6-4, 4-6, 6-2 | Parcours |
| 13 | 11-07-1983 | Virginia Slims Hall of Fame Newport (RI) |            | 100 000 $ | Gazon (ext.)    | Pam Shriver      | Barbara Jordan Elizabeth Sayers | 6-3, 6-1      | Parcours |
| 14 | 03-10-1983 | Virginia Slims of Detroit Détroit        |            | 150 000 $ | Moquette (int.) | Kathy Jordan     | Rosie Casals Wendy Turnbull     | 6-4, 6-1      | Parcours |
| 15 | 02-01-1984 | Virginia Slims of Washington Washington  | VS Tour C3 | 150 000 $ | Moquette (int.) | Sharon Walsh     | Leslie Allen Anne White         | 6-1, 6-7, 6-2 | Parcours |
| 16 | 26-03-1984 | Virginia Slims of New England Boston     | VS Tour C3 | 150 000 $ | Moquette (int.) | Sharon Walsh     | Andrea Leand Mary Lou Piatek    | 7-6, 6-0      | Parcours |
| 17 | 11-03-1985 | Virginia Slims of Dallas Dallas          |            | 150 000 $ | Moquette (int.) | Sharon Walsh     | Marcella Mesker Pascale Paradis | 5-7, 6-4, 7-6 | Parcours |
| 18 | 28-03-1986 | Bridgestone Doubles Nashville            |            | 175 000 $ | Moquette (int.) | Pam Shriver      | Kathy Jordan Elizabeth Smylie   | 6-4, 6-3      | Parcours |
| 19 | 11-07-1988 | Virginia Slims of Newport Newport (RI)   | Tier IV    | 200 000 $ | Gazon (ext.)    | Rosalyn Fairbank | Gigi Fernández Lori McNeil      | 6-4, 6-3      | Parcours |

### Finales en double dames
| No | Date       | Nom et lieu du tournoi                        | Catégorie  | Dotation  | Surface         | Vainqueures                          | Partenaire        | Score         |          |
| -- | ---------- | --------------------------------------------- | ---------- | --------- | --------------- | ------------------------------------ | ----------------- | ------------- | -------- |
| 1  | 21-08-1978 | Bergen County Classic Mahwah                  |            | 75 000 $  | Dur (ext.)      | Ilana Kloss Marise Kruger            | Pam Whytcross     | 6-3, 6-1      | Parcours |
| 2  | 26-01-1981 | Avon Championships of Chicago Chicago         |            | 200 000 $ | Moquette (int.) | Martina Navrátilová Pam Shriver      | Sharon Walsh      | 6-3, 6-1      | Parcours |
| 3  | 23-03-1981 | Avon Circuit Championships New York           | Masters    | 300 000 $ | Moquette (int.) | Martina Navrátilová Pam Shriver      | Sharon Walsh      | 6-0, 7-6      | Parcours |
| 4  | 04-05-1981 | Bridgestone Doubles Tokyo                     |            | 150 000 $ | Moquette (int.) | Sue Barker Ann Kiyomura              | Sharon Walsh      | 7-5, 6-2      | Parcours |
| 5  | 26-10-1981 | Porsche Tennis GP Filderstadt                 |            | 125 000 $ | Dur (int.)      | Mima Jaušovec Martina Navrátilová    | Anne Smith        | 6-4, 6-1      | Parcours |
| 6  | 01-03-1982 | Avon Championships of Los Angeles Los Angeles | Champ’s    | 150 000 $ | Moquette (int.) | Kathy Jordan Anne Smith              | Sharon Walsh      | 6-3, 7-5      | Parcours |
| 7  | 19-04-1982 | Murjani WTA Championships Amelia Island       | Series 7   | 250 000 $ | Terre (ext.)    | Leslie Allen Mima Jaušovec           | Sharon Walsh      | 6-1, 7-5      | Parcours |
| 8  | 16-08-1982 | John Player’s Canadian Open Montréal          | Series 7   | 200 000 $ | Dur (ext.)      | Martina Navrátilová Candy Reynolds   | Sharon Walsh      | 6-4, 6-4      | Parcours |
| 9  | 30-08-1982 | US Open Flushing Meadows                      | G. Chelem  | 632 000 $ | Dur (ext.)      | Rosie Casals Wendy Turnbull          | Sharon Walsh      | 6-4, 6-4      | Parcours |
| 10 | 27-09-1982 | US Indoors Philadelphie                       | Series 4   | 125 000 $ | Moquette (int.) | Rosie Casals Wendy Turnbull          | Sharon Walsh      | 3-6, 7-6, 6-4 | Parcours |
| 11 | 25-10-1982 | Daihatsu Challenge Brighton                   | Series 5   | 150 000 $ | Moquette (int.) | Martina Navrátilová Pam Shriver      | Sharon Walsh      | 2-6, 7-5, 6-4 | Parcours |
| 12 | 10-01-1983 | Virginia Slims of Houston Houston             |            | 150 000 $ | Moquette (int.) | Martina Navrátilová Pam Shriver      | Jo Durie          | 6-4, 6-3      | Parcours |
| 13 | 30-05-1983 | Kentish Times Festival Beckenham              |            | NC        | Gazon (ext.)    | Billie Jean King Ilana Kloss         | Sharon Walsh      | Partage       | Parcours |
| 14 | 19-09-1983 | Central Fidelity Bank International Richmond  |            | 150 000 $ | Moquette (int.) | Rosalyn Fairbank Candy Reynolds      | Kathy Jordan      | 6-7, 6-2, 6-1 | Parcours |
| 15 | 26-09-1983 | US Indoors Hartford                           |            | 150 000 $ | Moquette (int.) | Billie Jean King Sharon Walsh        | Kathy Jordan      | 3-6, 6-3, 6-4 | Parcours |
| 16 | 30-01-1984 | Virginia Slims of Houston Houston             | VS Tour C3 | 150 000 $ | Moquette (int.) | Mima Jaušovec Anne White             | Sharon Walsh      | 6-4, 3-6, 7-6 | Parcours |
| 17 | 06-02-1984 | Virginia Slims of Chicago Chicago             | VS Tour C3 | 150 000 $ | Moquette (int.) | Billie Jean King Sharon Walsh        | Pam Shriver       | 5-7, 6-3, 6-3 | Parcours |
| 18 | 17-09-1984 | Maybelline Classic Fort Lauderdale            |            | 150 000 $ | Dur (ext.)      | Martina Navrátilová Elizabeth Sayers | Sharon Walsh      | 2-6, 6-2, 6-3 | Parcours |
| 19 | 22-10-1984 | Daihatsu Challenge Brighton                   |            | 175 000 $ | Moquette (int.) | Alycia Moulton Paula Smith           | Sharon Walsh      | 6-7, 6-3, 7-5 | Parcours |
| 20 | 06-05-1985 | Australian Indoors Sydney                     |            | 200 000 $ | Dur (int.)      | Pam Shriver Elizabeth Smylie         | Sharon Walsh-Pete | 7-5, 7-5      | Parcours |
| 21 | 21-10-1985 | Pretty Polly Classic Brighton                 |            | 175 000 $ | Moquette (int.) | Lori McNeil Catherine Suire          | Helena Suková     | 4-6, 7-6, 6-4 | Parcours |
| 22 | 27-01-1986 | Virginia Slims of Florida Key Biscayne        |            | 250 000 $ | Dur (ext.)      | Kathy Jordan Elizabeth Smylie        | Betsy Nagelsen    | 7-6, 2-6, 6-2 | Parcours |
| 23 | 02-02-1987 | Virginia Slims of Kansas Wichita              |            | 75 000 $  | Moquette (int.) | Svetlana Cherneva Larisa Savchenko   | Wendy White       | 6-2, 6-4      | Parcours |

### En double mixte
| No | Date       | Nom et lieu du tournoi   | Catégorie | Dotation  | Surface    | Vainqueures                      | Partenaire   | Score         |          |
| -- | ---------- | ------------------------ | --------- | --------- | ---------- | -------------------------------- | ------------ | ------------- | -------- |
| 1  | 30-08-1982 | US Open Flushing Meadows | G. Chelem | 632 000 $ | Dur (ext.) | Anne Smith Kevin Curren          | Ferdi Taygan | 6-7, 7-6, 7-6 | Parcours |
| 2  | 29-08-1983 | US Open Flushing Meadows | G. Chelem | 850 000 $ | Dur (ext.) | Elizabeth Sayers John Fitzgerald | Ferdi Taygan | 3-6, 6-3, 6-4 | Parcours |

## Parcours en Grand Chelem

### En simple dames
| Année | Open d'Australie (janvier) | Open d'Australie (janvier) | Internationaux de France | Internationaux de France | Wimbledon       | Wimbledon      | US Open         | US Open             | Open d'Australie (décembre) | Open d'Australie (décembre) |
| ----- | -------------------------- | -------------------------- | ------------------------ | ------------------------ | --------------- | -------------- | --------------- | ------------------- | --------------------------- | --------------------------- |
| 1978  | n/a                        | n/a                        | -                        | -                        | 2e tour (1/32)  | Yvonne Vermaak | 2e tour (1/32)  | S. Tolleson         | -                           | -                           |
| 1979  | n/a                        | n/a                        | -                        | -                        | 1er tour (1/64) | Sylvia Hanika  | 3e tour (1/16)  | Anne Smith          | -                           | -                           |
| 1980  | n/a                        | n/a                        | -                        | -                        | 3e tour (1/16)  | Tracy Austin   | 3e tour (1/16)  | Kathy Jordan        | -                           | -                           |
| 1981  | n/a                        | n/a                        | -                        | -                        | 4e tour (1/8)   | Tracy Austin   | 1/2 finale      | Tracy Austin        | 2e tour (1/16)              | Helena Suková               |
| 1982  | n/a                        | n/a                        | -                        | -                        | 1/4 de finale   | Chris Evert    | 2e tour (1/32)  | Rosalyn Fairbank    | 3e tour (1/8)               | Billie Jean King            |
| 1983  | n/a                        | n/a                        | -                        | -                        | 1/4 de finale   | Andrea Jaeger  | 2e tour (1/32)  | Lisa Bonder         | 3e tour (1/8)               | Pam Shriver                 |
| 1984  | n/a                        | n/a                        | -                        | -                        | 4e tour (1/8)   | Pam Shriver    | 4e tour (1/8)   | Martina Navrátilová | 1/4 de finale               | Martina Navrátilová         |
| 1985  | n/a                        | n/a                        | 1er tour (1/64)          | Tine Scheuer             | 1/4 de finale   | Chris Evert    | 2e tour (1/32)  | Terry Phelps        | 2e tour (1/16)              | Anne Hobbs                  |
| 1987  | -                          | -                          | -                        | -                        | 2e tour (1/32)  | M.J. Fernández | 1er tour (1/64) | Akiko Kijimuta      | n/a                         | n/a                         |
| 1988  | 4e tour (1/8)              | Claudia Porwik             | -                        | -                        | 4e tour (1/8)   | Helena Suková  | 4e tour (1/8)   | Manuela Maleeva     | n/a                         | n/a                         |
| 1989  | 1er tour (1/64)            | Belinda Cordwell           | -                        | -                        | -               | -              | -               | -                   | n/a                         | n/a                         |

À droite du résultat, l’ultime adversaire.

### En double dames
| Année | Open d'Australie (janvier)    | Open d'Australie (janvier) | Internationaux de France | Internationaux de France | Wimbledon                    | Wimbledon                  | US Open                      | US Open                    | Open d'Australie (décembre) | Open d'Australie (décembre) |
| ----- | ----------------------------- | -------------------------- | ------------------------ | ------------------------ | ---------------------------- | -------------------------- | ---------------------------- | -------------------------- | --------------------------- | --------------------------- |
| 1978  | n/a                           | n/a                        | -                        | -                        | 2e tour (1/16) Lesley Hunt   | Glynis Coles Linda Mottram | -                            | -                          | -                           | -                           |
| 1979  | n/a                           | n/a                        | -                        | -                        | 2e tour (1/16) Bettina Bunge | L. Antonoplis Diane Evers  | -                            | -                          | -                           | -                           |
| 1980  | n/a                           | n/a                        | -                        | -                        | 1er tour (1/32) Kay McDaniel | R. Maršíková F. Mihai      | -                            | -                          | -                           | -                           |
| 1981  | n/a                           | n/a                        | -                        | -                        | 1/4 de finale Sharon Walsh   | Navrátilová Pam Shriver    | 1er tour (1/32) Sharon Walsh | Jo Durie Anne Hobbs        | 1/4 de finale Sharon Walsh  | Rosie Casals W. Turnbull    |
| 1982  | n/a                           | n/a                        | -                        | -                        | 2e tour (1/16) Sharon Walsh  | Kim Jones Beth Norton      | Finale Sharon Walsh          | Rosie Casals W. Turnbull   | 1/2 finale Sharon Walsh     | Kohde-Kilsch Eva Pfaff      |
| 1983  | n/a                           | n/a                        | -                        | -                        | 1/2 finale Sharon Walsh      | Rosie Casals W. Turnbull   | -                            | -                          | 1/2 finale Kathy Jordan     | Navrátilová Pam Shriver     |
| 1984  | n/a                           | n/a                        | -                        | -                        | 1/2 finale Sharon Walsh      | Kathy Jordan Anne Smith    | 1/4 de finale Sharon Walsh   | Anne Hobbs W. Turnbull     | 1/2 finale Sharon Walsh     | Kohde-Kilsch Helena Suková  |
| 1985  | n/a                           | n/a                        | -                        | -                        | 1/4 de finale Sharon Walsh   | Kohde-Kilsch Helena Suková | 1/4 de finale Sharon Walsh   | Kohde-Kilsch Helena Suková | 1/2 finale Sharon Walsh     | Kohde-Kilsch Helena Suková  |
| 1987  | -                             | -                          | -                        | -                        | -                            | -                          | 2e tour (1/16) R. Fairbank   | N. Bykova S. Cherneva      | n/a                         | n/a                         |
| 1988  | 1/2 finale Zina Garrison      | Chris Evert W. Turnbull    | -                        | -                        | 2e tour (1/16) H. Mandlíková | M. Lindström C. Porwik     | 1er tour (1/32) M. Maleeva   | Patty Fendick Hetherington | n/a                         | n/a                         |
| 1989  | 1er tour (1/32) H. Mandlíková | Henricksson Beth Herr      | -                        | -                        | 2e tour (1/16) Kathy Rinaldi | M. Bollegraf Eva Pfaff     | -                            | -                          | n/a                         | n/a                         |

Sous le résultat, la partenaire ; à droite, l’ultime équipe adverse.

### En double mixte
| Année | Open d'Australie (janvier), | Open d'Australie (janvier), | Internationaux de France | Internationaux de France | Wimbledon                    | Wimbledon                 | US Open                     | US Open                  | Open d'Australie (décembre), | Open d'Australie (décembre), |
| ----- | --------------------------- | --------------------------- | ------------------------ | ------------------------ | ---------------------------- | ------------------------- | --------------------------- | ------------------------ | ---------------------------- | ---------------------------- |
| 1979  | n/a                         | n/a                         | -                        | -                        | 3e tour (1/8) Fred Stolle    | Betty Stöve Frew McMillan | 1er tour (1/16) Fred Stolle | B. J. King Ben Testerman | n/a                          | n/a                          |
| 1980  | n/a                         | n/a                         | -                        | -                        | 2e tour (1/16) Fred Stolle   | R. Fairbank John Yuill    | -                           | -                        | n/a                          | n/a                          |
| 1982  | n/a                         | n/a                         | -                        | -                        | 1er tour (1/32) Scott McCain | C. Monteiro Jaime Fillol  | Finale Ferdi Taygan         | Anne Smith Kevin Curren  | n/a                          | n/a                          |
| 1983  | n/a                         | n/a                         | -                        | -                        | -                            | -                         | Finale Ferdi Taygan         | E. Sayers J. Fitzgerald  | n/a                          | n/a                          |
| 1984  | n/a                         | n/a                         | -                        | -                        | -                            | -                         | 1/2 finale Ferdi Taygan     | M. Maleeva Tom Gullikson | n/a                          | n/a                          |
| 1986  | n/a                         | n/a                         | -                        | -                        | 1er tour (1/32) M. Fancutt   | J. Goodling Darren Cahill | -                           | -                        | n/a                          | n/a                          |
| 1988  | 1er tour (1/16) Larry Scott | C. Tanvier Jérôme Potier    | -                        | -                        | 1er tour (1/32) Larry Scott  | Patty Fendick Rick Leach  | -                           | -                        | n/a                          | n/a                          |
| 1989  | -                           | -                           | -                        | -                        | 1er tour (1/32) Joey Rive    | G. Fernández P. McEnroe   | -                           | -                        | n/a                          | n/a                          |

Sous le résultat, le partenaire ; à droite, l’ultime équipe adverse.

## Parcours aux Masters

### En simple dames
| # | Date       | Nom de l'édition                            | ($)       | Surface         | Résultat              | Ultime adversaire | Score         |          |
| - | ---------- | ------------------------------------------- | --------- | --------------- | --------------------- | ----------------- | ------------- | -------- |
| 1 | 23/03/1981 | Avon Circuit Championships New York         | 300 000   | Moquette (int.) | Round Robin (défaite) | Sylvia Hanika     | 6-0, 6-2      | Parcours |
| 1 | 23/03/1981 | Avon Circuit Championships New York         | 300 000   | Moquette (int.) | Round Robin (défaite) | Bettina Bunge     | 6-3, 6-2      | Parcours |
| 2 | 22/03/1982 | Avon Circuit Championships New York         | 300 000   | Moquette (int.) | Round Robin (défaite) | Anne Smith        | 6-4, 7-6      | Parcours |
| 2 | 22/03/1982 | Avon Circuit Championships New York         | 300 000   | Moquette (int.) | Round Robin (défaite) | Mima Jaušovec     | 7-6, 7-5      | Parcours |
| 3 | 13/12/1982 | Toyota Series Championships East Rutherford | 300 000   | Dur (int.)      | 1/4 de finale         | Hana Mandlíková   | 4-6, 6-3, 7-6 | Parcours |
| 4 | 21/03/1983 | Virginia Slims Championships New York       | 350 000   | Moquette (int.) | 1/4 de finale         | Billie Jean King  | 6-3, 6-1      | Parcours |
| 5 | 27/02/1984 | Virginia Slims Championships New York       | 500 000   | Moquette (int.) | 1/2 finale            | Chris Evert       | 6-4, 6-1      | Parcours |
| 6 | 17/03/1986 | Virginia Slims Championships New York       | 500 000   | Moquette (int.) | 1er tour (1/8)        | Chris Evert       | 6-2, 6-4      | Parcours |
| 7 | 14/11/1988 | Virginia Slims Championships New York       | 1 000 000 | Moquette (int.) | 1er tour (1/8)        | Chris Evert       | 4-6, 6-2, 6-4 | Parcours |

### En double dames
| # | Date       | Nom de l'édition                            | ($)     | Surface         | Résultat      | Partenaire   | Ultimes adversaires                | Score         |          |
| - | ---------- | ------------------------------------------- | ------- | --------------- | ------------- | ------------ | ---------------------------------- | ------------- | -------- |
| 1 | 23/03/1981 | Avon Circuit Championships New York         | 300 000 | Moquette (int.) | Finale        | Sharon Walsh | Martina Navrátilová Pam Shriver    | 6-0, 7-6      | Parcours |
| 2 | 22/03/1982 | Avon Circuit Championships New York         | 300 000 | Moquette (int.) | 1/2 finale    | Sharon Walsh | Martina Navrátilová Pam Shriver    | 6-1, 7-6      | Parcours |
| 3 | 13/12/1982 | Toyota Series Championships East Rutherford | 300 000 | Dur (int.)      | 1/2 finale    | Sharon Walsh | Martina Navrátilová Pam Shriver    | 6-2, 6-1      | Parcours |
| 4 | 21/03/1983 | Virginia Slims Championships New York       | 350 000 | Moquette (int.) | 1/4 de finale | Sharon Walsh | Claudia Kohde-Kilsch Eva Pfaff     | 7-6, 3-6, 6-4 | Parcours |
| 5 | 18/03/1985 | Virginia Slims Championships New York       | 500 000 | Moquette (int.) | 1/2 finale    | Sharon Walsh | Claudia Kohde-Kilsch Helena Suková | 6-3, 6-2      | Parcours |

## Parcours en Coupe de la Fédération
| #                                                              | Date       | Lieu      | Surface | Gagnante(s)    | Perdante(s) | Score    |          |
|                                                                |            |           |         |                |             |          |          |
| 1988 - 1er tour (groupe mondial) - Suisse - États-Unis - 0 : 3 |            |           |         |                |             |          |          |
| 1                                                              | 05/12/1988 | Melbourne |         | Barbara Potter | Eva Krapl   | 6-2, 6-4 | Parcours |

## Classements WTA en fin de saison

### En simple
| Année | 1980 | 1981 | 1982 | 1983 | 1984 | 1985 | 1986 | 1987 | 1988 | 1989 |
| Rang  | 25   | 10   | 8    | 23   | 12   | 17   | 26   | 12   | 10   | 105  |

Source : (en) « Classements de Barbara Potter », sur le site officiel du WTA Tour

### En double
| Année | 1986 | 1987 | 1988 | 1989 |
| Rang  | 25   | 26   | 51   | 364  |

Source : (en) « Classements de Barbara Potter », sur le site officiel du WTA Tour